# Гесалеих
Гесалеих или Гесалеик је био визиготски краљ од 507. до 511. године. Био је незаконити син Алариха II. Када је Аларих погинуо у бици против Франака, његов једини законити син, Амаларих, био је још дете. Визиготи су зато изабрали за краља Гесалеиха. Међутим, томе се оштро успротивио Теодорик Велики, остроготски краљ, чији је унук био Амаларих.
Наставио је рат са Францима, међутим, није имао успеха и Франци су убрзо спалили Тулуз. Нарбон је пао у руке Бургунда, а Визиготи су морали да се повуку дубље у Иберијско полуострво. Покушао је да добије помоћ од Вандала и Острогота, али није успео. Био је ухваћен и погубљен.
На визиготски престо је тада дошао Теодорик Велики, остроготски краљ, који је владао као регент у име свог још увек малолетног унука, Амалариха.